# Jean-Daniel Cadinot
Jean Daniel Cadinot (Parigi, 10 febbraio 1944 – Salouël, 23 aprile 2008) è stato un regista e produttore cinematografico francese.

## Biografia
La sua attività riguardò la realizzazione di film pornografici di contenuto omosessuale. Egli diede il suo nome ad uno studio di produzione di genere in Francia.
Attivo sin dagli anni settanta, Cadinot nasce come fotografo per poi convertirsi ai video grazie allo sviluppo nel settore. Cadinot ha regalato immagini indimenticabili all'immaginario gay. Film porno sì, ma mai volgari o eccessivi, dove la vicenda in qualche modo si inseriva negli scopi prefissi e aggiungeva peso specifico all'opera. Anche non potendosi trattare di cinema in senso stretto, grande è la cura utilizzata per la regia e gli elementi tecnici delle riprese. Se il cinema è raccontare una storia con immagini, con Cadinot la qualità dei contenuti è sicuramente invidiabile.
Dagli anni 1970 fino alla prima decade del duemila, lui solo ha rappresentato l'erotismo gay francese ed europeo. Centinaia di migliaia le copie vendute nel corso della sua carriera. Grazie al suo pionierismo sono poi nate case di produzione europee di altissimo livello che in pochissimo tempo hanno conquistato consistenti fette di mercato togliendolo alla multimiliardaria industria del porno gay statunitensi.

## Filmografia
- Tendres Adolescents (1980)
- Stop (1980)
- Hommes De Chantier (1980)
- Garçons De Rêves (1981)
- Les Hommes préfèrent les Hommes (1981)
- Scouts (1981)
- Aime... Comme Minet (1982)
- Garçons De Plage (1982)
- Sacré Collège (1983)
- Age Tendre et Sexes Droits (1983)
- Charmants Cousins (1983)
- Harem (1984)
- Le Jeu De Pistes (1984)
- Les Minets Sauvages (1984)
- Stop Surprise (1984
- Classe De Neige (1985)
- Top Models (1985)
- Le Voyage A Venise (1986)
- La Main Au Feu (1989)
- Pension Complète (1988)
- Séance Particulière (1988)
- Chaleurs (1987)
- Deuxième Sous-sol  (1987)
- Escalier de Service (1987)
- L'Amour Jaloux (1986)
- Le Garçon Près De La Piscine (1986)
- Sous Le Signe De L'Etalon (1986)
- Crash Toujours (1989)
- Le Désir En Ballade (1989)
- Le Coursier (1990)
- Service Actif génial (1990)
- Service Actif II (1991)
- Gamins de Paris (1992)
- La Maison Bleue (1992)
- Tequila (1993)
- Corps D'Elite (1993)
- L'Expérience Inédite (1993)
- Maurice Et Les Garçons (1994)
- Les Minets De L'Info (1994)
- Musée Hom (1994)
- Paradiso Inferno (1994)
- Garçons D'Etage (1995)
- Garçons D'Etage II (1996)
- Pressbook (1996)
- Coup De Soleil (1996)
- Désirs Volés (1996)
- L'Insatiable (1997)
- Techno Boys (1997)
- État D'Urgence (1998)
- Macadam (1998)
- Sortie De Secours (1998)
- Safari City (1999)
- Squat (1999)
- C'est La Vie (2000)
- Double En Jeu (2000)
- Sans Limite (2001)
- S.O.S. (1999)
- Cours Privés (2002)
- Mon Ami, Mes Amants (2002)
- Crescendo (2003)
- Secrets de Famille (2004)
- Hammam (2004)
- Nomades 1 Bazaar Hotel (2005)
- Plaisirs D'Orient (2005)
- Les Portes du Desir (2006)
- Princes Pervers (2006)
- Tentations de Sodome (2007)
- Parfums Erotiques (2007)
- Trésors secrets (2007)
- Duos de Choc (2008)
- Subversion (2008)
- Le Culte d'Eros (2009)
- Anges et Demons (2009)